# レナウン (企業)
レナウン株式会社（英: RENOWN Inc.）は、日本のアパレル企業。小泉グループに属する。
本項では2024年にオッジ・インターナショナルから社名変更したレナウン株式会社（新レナウン）のほか、かつて存在した株式会社レナウン（英: Renown Incorporated、旧レナウン）についても記述する。

## 歴史

### 大阪で創業、社名は英国の巡洋戦艦が由来
レナウンの創業は、1902年（明治35年）。創業者の佐々木八十八が、大阪で衣料品の販売を手掛ける「佐々木商会」を設立したのがその始まりである。その後、メリヤスを中心とした繊維商品の製造も手掛けるようになり、1923年（大正12年）から、「レナウン」を商標に登録し用い始めた。
社名の由来は、1922年（大正11年）1月、英国皇太子（後の国王エドワード8世）が御召艦巡洋戦艦「レナウン」で訪日した際、水兵がかぶっている帽子の金色の RENOWN という文字のスマートさに見とれた佐々木が、これを商品名にしようと思いついたという。また、グループ内の紳士服ブランド・ダーバンも、供奉艦として「レナウン」に同行していたイギリス軽巡洋艦「ダーバン」から命名したものである。

### レナウン娘とイエイエで一世を風靡
1960年代より、レナウンは若い女性向け衣料品メーカーとして人気を博した。NETテレビ（現:テレビ朝日）の『日曜洋画劇場』のスポンサーとしてCMを放送。特に小林亜星作曲によるCMソング『レナウン娘』と『イエイエ』で知られるようになった。レナウンのCMは、電通の松尾眞吾と今村昭（筆名石上三登志）が企画担当しており、3分間の物語CM「日曜イエイエ劇場」（「日曜レナウン劇場」）も放送された。
弘田三枝子が歌う『ワンサカ娘』のプロモーションは、ポップなファッショナブルさと女性を全面的に押し出した内容で、日本で初めて日本国外のCM作品賞を受賞し「日本のCM製作レベルを国際級に押し上げた」と評されている。
また、朱里エイコが歌う『イエイエ』のCMはレナウン初のカラーCMで、放映された1967年は「CM元年」と呼ばれ、「イエイエ以後」が広告界の合言葉になったという。また、「イエイエ」はレコード化され、1968年8月までに1万5000枚を売り上げている。
なお、これ以前にもザ・ピーナッツが歌う『レナウンの唄』というCMソングがあったが、『ワンサカ娘』の発表と同時に同曲は使用されなくなった。

### 世界最大の売上高を記録
1969年（昭和44年）より「アーノルドパーマー」ブランドを日本に投入し、当初はヤング・レディース、続いてファミリー向けに商品展開を行い、1980年代まで基幹ブランドとなって同社を支えた。また、「ダーバン」ブランドは1970年代にフランスの俳優アラン・ドロンをTVCMに起用。ドロンの声によるサウンドロゴ「D'urban c'est l'elegance de l'homme moderne.（ダーバン、現代を支える男のエレガンス）」は世間の評判を呼び、人気を博した。
1980年代には、CMのサウンドロゴに電子音を用いるという、現在でも画期的な試みをしたこともある。また、1990年（平成2年）1月には、ロゴマークを一新。
1990年代にはアパレルメーカーとしては世界最大の売上高を誇るまでになった。

### バブル崩壊で経営難に
だが、バブル崩壊後、バブル景気時に行った物流施設に対する大規模投資の負担に加え、ファストファッションをはじめとするSPAの台頭や百貨店自体の低迷から、百貨店の平場売りを主体としていた販売手法は相対的にブランド離れを招いた。また、アーノルド・パーマーに続くブランド、特に若い女性向けのブランドが育たなかったことにより業績を大きく下げ、苦境に陥った。1990年（平成2年）には、英国の名門ブランド「アクアスキュータム」を買収したが、経営難を克服するまでには至らず、2000年（平成12年）には本社を原宿から渋谷へ、更に2003年（平成15年）には物流拠点があった千葉県習志野市へ移転を余儀なくされた。
その後レナウンは、バブル後の業績不振から回復したダーバンと連携するなどグループ内の再編、ブランドの見直しやてこ入れ、生産の国外移転や流通マネジメントの改善、テレビCMの打ち切り（ダーバンはのちに復活。レディースも「エンスウィート」が2011年3月に再開）などを迫られた。そして、2004年（平成16年）3月に株式会社ダーバンとともに株式会社レナウンダーバンホールディングスという持株会社を設立。2006年（平成18年）3月1日には、レナウンダーバンホールディングスを存続会社とし、元・上場会社で非上場会社のレナウン（旧）とダーバンを吸収合併。社名を株式会社レナウン（新）として、本社をダーバンの本社だった五反田に移転した。
しかし、統合しても経営難は続き、2008年（平成20年）10月15日には、「Aquascutum」を展開する子会社の売却（国内販売は継続）、「イクシーズ」など16の不採算ブランドの廃止、そして五反田の本社ビル売却を含んだリストラ策を発表した。

### 中国企業の子会社に
レナウンは2010年（平成22年）5月24日、中国の山東省済寧市に本拠を置く繊維会社である山東如意科技集団有限公司との間で、資本業務提携契約を締結。同年7月29日開催の臨時株主総会での承認された後、7月30日に山東如意科技集団に対して約40億円の第三者割当増資を実施し、同社が投資ファンドのネオラインホールディングスを抜いて筆頭株主（41.18%出資）となった。取締役のうち3名は、山東如意科技集団の指名者だった。
その後、2013年（平成25年）4月には、山東如意の親会社である済寧如意投資（後の北京如意時尚投資）を引き受け先に第三者割当増資を実施し、約29億円の出資を受けることを発表した。これは発表の翌月に実施され、これに伴ってレナウンは山東如意グループの連結子会社となった。また、この年に本社を五反田の旧ダーバン本社ビルから有明へ移転している。
更に2017年3月（平成29年）には、親会社の山東如意グループが香港のYGM貿易（YGMトレーディング）から「Aquascutum」を買収し、「Aquascutum」の国内商標権もレナウンが取得した。

### 経営破綻
しかし、激化した米中貿易戦争の影響により、親会社である山東如意のグループ企業からの売掛金の回収が滞ったため、2019年12月期決算で約53億円の貸倒引当金を計上。直後に発生した新型コロナウイルスの世界的な流行により、業績が急速に悪化した。親会社の中国企業に対する焦げ付きが致命傷になったと言われている。
信用調査機関である東京商工リサーチは、2020年（令和2年）5月15日早朝に関西支社より「上場会社が法的整理に入る」の情報を得て、業績不振が続く電機メーカーやアパレルメーカーなどをリストアップし、東京商工リサーチ情報部員がレナウン公式オンラインショップにて買い物（サイトが閉鎖していないかの調査も兼ねていた）をするなど、どの上場会社が法的整理に入るのかをチェックしていた。その一方で、レナウンが上場会社であるが故に、東京商工リサーチは外部漏洩を防止するためにレナウンに関する情報の管理を徹底させた。同日に行われた取締役会において、民事再生法の適用申請に関する決議が山東如意が指名した取締役により否決された。
また、子会社であり、債権者でもあるレナウンエージェンシー（REDUインターフェイスの子会社）は同年5月15日、東京地方裁判所にレナウンの民事再生法の適用を申立て、同日15時30分に毛利憲司社長が東京地方裁判所へ出向いて裁判官から民事再生の管理命令の発令に対する異議を確認し、毛利社長などレナウン側は「異議はない」と回答。同日16時に民事再生手続開始決定を受けた。経営破綻後の調査で民事再生の「原因となる事実」は、約束手形の決済資金8700万円の不足だったことが分かっている。ある関係者によれば、民事再生の申請はレナウン本体のほか、取締役会で否決された場合に備えて子会社が債権者として申請するなど、数パターンを準備していたという。

### 民事再生手続
通常の民事再生手続では監督委員が選任され、法人代表者も残ることが可能であるが、レナウンの民事再生手続では監督委員や法人代表者よりも権限が強い管財人が選任される管理型民事再生手続となった。このため、民事再生手続開始の開示が当日の20時30分頃という異例の展開となった。
経営破綻後は管財人の下で、スポンサー選定、希望退職者の募集、不採算店舗の閉鎖を行いながら再建を目指していたが、ワールドやかつての関連会社であったルックホールディングスへ譲渡を申し入れるも、2社から譲受を断られた。社員の間では、ワークマンやニトリなどの異業種が買収するという噂まであったという。さらに販売管理費がネックとなり、一括で事業を譲受するスポンサーは皆無だった。
子会社の内、レナウンエージェンシー、レナウンインクス、REDUインターフェイス、2007年以降休眠状態となっているローゼ以外の5社（アズール、ダーバン宮崎ソーイング、レナウンハートフルサポート、レナウンアパレル科学研究所、ブレードブレー）の事業は、更なる資金流出を防止するため6月までに停止した他、海外事業展開（香港・イタリア）や内部監査、広報などの部署を廃止した。そのため、ブランドや事業、子会社を複数のスポンサー候補へ分割譲渡する方向へ舵を切った。「アーノルド・パーマー」のライセンス権は解除された。
2020年6月と8月にREDUインターフェイスが開催したファミリーセールでは、株主がレナウン関係者に詰め寄る場面があった他、「ダーバン」「アクアスキュータム」「アーノルドパーマー」などの主要ブランドがほとんど展示されておらず、客が関係者に「なぜ商品がないのか」と詰め寄る場面があったという。
その結果、レナウンの管財人は、2020年8月20日に、靴下や下着を製造販売する子会社レナウンインクスを2020年10月1日にレッグウエア大手のアツギへ売却することを発表。翌2020年8月21日には、主要ブランドを同業の老舗、小泉グループ（大阪市）に売却すると発表、小泉グループの小泉アパレルが「SIMPLE LIFE」と「element of SIMPLE LIFE」を、同じくグループ会社のオッジ・インターナショナルが「Aquascutum」「D'URBAN」「STUDIO by D'URBAN」のブランド並びにオンラインストア事業を取得し、2020年9月30日に事業を譲受することになった。「アーノルド・パーマー」は、2020年10月に水甚（岐阜県岐阜市）が新たにライセンス契約を締結し、2021年から再展開を行う予定、と発表された。譲渡対象外となったブランドの店舗は、同年10月30日までに閉店した。
子会社であるREDUインターフェイスが手掛けていたファミリーセール事業を、2020年11月16日にシーアイ・ショッピング・サービスへ譲渡する契約を締結し、ファミリーセール事業は2021年1月からシーアイ・ショッピング・サービスによって再開した他、レナウンエージェンシーが手掛けていた従業員向けの保険契約も銀泉へ譲渡された。レナウンインクスについてはアツギの他にも2社から、レナウンエージェンシーが手掛けていた従業員向けの保険契約については銀泉の他にも1社から、REDUインターフェイスが手掛けていたファミリーセール事業についてはシーアイ・ショッピング・サービスの他にも2社が譲受する意向がそれぞれあったが、最終的に各事業はアツギ、銀泉、シーアイ・ショッピング・サービスへ譲渡された。
2020年9月15日に債権者集会が行われ、植本勇小泉会長も出席した。債権者集会では、山東如意科技集団の子会社である恒成国際発展に対する未回収金問題（単体で53億円）や事業譲渡に関する質疑応答があったという。植本小泉会長は、譲渡額が「Aquascutum」「D'URBAN」「STUDIO by D'URBAN」が10億円、「SIMPLE LIFE」「element of SIMPLE LIFE」が1億円であると明らかにした。小泉グループが譲受する店舗も「D'URBAN」が70店舗、「Aquascutum」が60店舗、「element of SIMPLE LIFE」が160～180店舗となる予定である。なお、「SIMPLE LIFE」はインターネット通販専門ブランドとなる。

### 破産手続開始
2020年10月30日に東京地方裁判所から民事再生手続廃止決定を受け、同年11月27日に破産手続開始決定を受けた。管財人は、破産手続への移行は従前からの清算の方針の一環とコメントしている。2020年10月31日をもってコーポレートサイトが閉鎖され、同年11月1日以降の破産手続に関する情報は、管財人が開設したホームページによる提供となった。2021年3月19日に旧本社における清算業務が終了。今後の破産管財業務は破産管財人が所属する弁護士事務所にて行われる。負債総額は民事再生手続開始時点で約138億円。
なお、「レナウン」の商標に関しては小泉グループが保持することになった。
2021年3月8日に破産手続開始決定後最初の債権者集会が行われた。破産管財人は、山東如意科技集団から約57億5200万円の債権回収を目指すべく、債権回収を中国にもオフィスを構えるアンダーソン・毛利・友常法律事務所へ依頼した他、山東如意科技集団に対して連帯保証債務履行請求権の追及を進めるとしている。破産管財人はさらに、前社長である北畑稔、神保佳幸、毛利憲司の3人に対しても、善管注意義務を怠った可能性があるとして責任追及を進めていく方針である他、同年3月4日に3人に対して破産法178条に基づく責任査定を申し立てている。
法的処理を受けていない株式会社レナウンハートフルサポート、株式会社レナウンアパレル科学研究所、株式会社レナウンエージェンシー、株式会社REDUインターフェイス、株式会社アズール、ブレードブレー株式会社の6社は、2021年12月8日までに清算が結了した。ブレードブレーは2021年3月10日に、アズールは同年7月13日に、レナウンアパレル科学研究所とレナウンエージェンシーは同年10月12日に、REDUインターフェイスは同年11月1日に、レナウンハートフルサポートは同年12月8日にそれぞれ法人格が消滅した。

### 破産手続終結、法人格消滅
2024年8月の最後配当をもって株式会社レナウンの破産手続きは終結し、年内に法人格も消滅、122年にわたる歴史に幕を下ろした。

### 社名の復活
旧レナウンから「Aquascutum」「D'URBAN」を継承したオッジ・インターナショナルは、両ブランドの譲渡から4年経ち主力事業になっている事を受けて、2024年11月2日付でレナウンの社名を復活、新たなコーポレートロゴも制定する。社名を変更することで主力事業やその業態をわかりやすく伝えることができ、レナウンの長い歴史は財産であり、会社やブランドの信用と認知度の向上や業績の発展に繋がる狙いがあるとしている。なお、消滅した旧レナウンが「株式会社レナウン」だったのに対し、新レナウンは「レナウン株式会社」と後株表記になる。新レナウンの本社は大阪市にあり、かつての創業地に戻ることになる。

## 年表

### 株式会社レナウン（初代）
- 1902年（明治35年）：大阪で衣料品の販売を手掛ける「佐々木商会」を設立。
- 1923年（大正12年）：「レナウン」を商標に登録して用い始める。
- 1947年（昭和22年）9月25日：江商の衣料部を分離して日本橋大伝馬町に株式会社佐々木営業部が設立される[51]。
- 1955年（昭和30年）：商号を株式会社レナウン商事に変更[51]。
- 1956年（昭和31年）：本社を東京都千代田区内神田に移転。
- 1962年（昭和37年）：株式会社レナウンルック（現 株式会社ルック）設立。
- 1966年（昭和41年）：同年10月に放送開始したNETテレビ（現・テレビ朝日）の映画枠番組『日曜洋画劇場』のスポンサー開始。1992年12月をもってスポンサー降板。
- 1967年（昭和42年）：商号を株式会社レナウンに変更[51]。
- 1969年（昭和44年）：「アーノルド・パーマー」ブランドを発売。
- 1970年（昭和45年）：株式会社ダーバン設立。
- 1971年（昭和46年）：本社を東京都渋谷区神宮前[52]に移転
- 1990年（平成2年）：英国の名門ブランド「アクアスキュータム」を買収。
- 2000年（平成12年）：本社を東京都渋谷区渋谷に移転。
- 2002年（平成14年）：子供・ベビー服事業から撤退。
- 2003年（平成15年）：業績不振により、本社を千葉県習志野市茜浜に移転。
- 2004年（平成16年）：株式会社ダーバンと共同で持株会社株式会社レナウンダーバンホールディングス設立。
- 2006年（平成18年）：株式会社レナウンダーバンホールディングスに吸収合併されて消滅。

### 旧 ダーバン
- 1970年（昭和45年）：レナウン、ニシキ、三菱レイヨン、伊藤忠商事、レナウンルック（現ルック）などの共同出資により、東京都目黒区に株式会社レナウンニシキ設立。
- 1971年（昭和46年）：「ダーバン」ブランドを発売。アラン・ドロンをCMに起用し話題になった。
- 1972年（昭和47年）：商号を株式会社ダーバンに変更。
- 1984年（昭和59年）：本社を東京都品川区西五反田に移転。
- 2004年（平成16年）：株式会社レナウンと共同で持株会社株式会社レナウンダーバンホールディングス設立。
- 2006年（平成18年）：株式会社レナウンダーバンホールディングスに吸収合併されて消滅。

### 株式会社レナウン（2代目）
- 2004年（平成16年）：株式会社レナウン（初代）と株式会社ダーバンが共同株式移転を行い、持株会社の株式会社レナウンダーバンホールディングスを設立。
- 2005年（平成17年） - 「株式会社REDUインターフェース」設立（株式会社レナウンと株式会社ダーバンそれぞれの催事運営会社子会社が合併統合）
- 2006年（平成18年） - 株式会社レナウンダーバンホールディングスが、株式会社レナウン（旧）と株式会社ダーバンを吸収合併し、商号を株式会社レナウンに変更。本社の所在地を東京都品川区西五反田（旧ダーバン本社）に定めた。
- 2010年（平成22年） - 中国・山東如意科技集団に対して第三者割当増資を実施、同社が筆頭株主となる
- 2013年（平成25年）
  - 中国・山東如意科技集団グループに対して更なる第三者割当増資を実施、株式会社レナウンは同グループの連結子会社となる。
  - 本社を東京都江東区有明に移転。
- 2020年（令和2年）
  - 5月15日：新型コロナウイルス感染拡大の影響に伴い、子会社であるレナウンエージェンシーがレナウンの民事再生法申請を申立て、即日受理された[16][17]。負債総額は138億円で[39]、上場企業初のコロナ倒産となった[53]。
  - 6月5日：子会社の株式会社ダーバン宮崎ソーイングが民事再生法申請を申立て、即日受理された[54]。
  - 6月16日：東京証券取引所第1部上場廃止[広報 4]。
  - 7月30日：子会社の株式会社ローゼが破産手続開始決定を受ける[55][56]。
  - 9月24日：子会社の株式会社ダーバン宮崎ソーイングが破産手続開始決定を受ける[57]。
  - 9月30日：「SIMPLE LIFE」「element of SIMPLE LIFE」を小泉アパレルへ、「Aquascutum」「D'URBAN」「STUDIO by D'URBAN」並びにオンラインストア事業をオッジ・インターナショナルへそれぞれ譲渡[31]。
  - 10月1日：子会社の株式会社レナウンインクス全株式をアツギ株式会社へ譲渡[30][58]。
  - 10月30日：東京地方裁判所から民事再生手続廃止決定を受ける[33][37]。
  - 11月27日：東京地方裁判所から破産手続開始決定を受ける[34][36]。
  - 12月9日：子会社の株式会社ローゼが破産手続廃止決定を受ける[15]。
- 2021年（令和3年）
  - 1月14日：子会社の株式会社ローゼの法人格消滅[59]。
  - 3月10日：子会社のブレードブレー株式会社の法人格消滅[41]。
  - 3月19日：旧本社における清算業務が終了[38]。
  - 7月13日：子会社の株式会社アズールの法人格消滅[42]。
  - 10月12日：子会社の株式会社レナウンアパレル科学研究所と株式会社レナウンエージェンシーの法人格消滅[43][44]。
  - 11月1日：子会社の株式会社REDUインターフェイスの法人格消滅[45]。
  - 12月8日：子会社の株式会社レナウンハートフルサポートの法人格消滅[46]。
- 2024年（令和6年）
  - 8月：破産手続き終結。
  - 9月24日：法人格消滅

### オッジ・インターナショナル
出典：オッジ・インターナショナル公式サイト
- 1988年（昭和63年）12月：イトキンの社長だった西垣龍明が同社の同僚とともに大阪市中央区南船場三丁目5番2号にて株式会社オッジ・インターナショナルを設立、婦人服およびアクセサリーのファッションメーカーを創業[61]。
- 1993年（平成5年）8月：本社を大阪市中央区南船場二丁目12番16号に移転。
- 1996年（平成8年）5月：本社を大阪市中央区南船場三丁目3番21号に移転。
- 2004年（平成16年）3月：小泉株式会社のグループ企業となり、代表取締役に小泉グループの植本勇が就任。
- 2006年（平成18年）8月：本社を大阪市中央区備後町3丁目1番6号に移転。
- 2011年（平成23年）4月：株式会社ライカより「カステルバジャック」の事業を譲受、第二事業部として事業運営開始。
- 2013年（平成25年）6月：「ミラ・ショーン」ライセンス事業をスタート。
- 2016年（平成28年）9月：小泉アパレル株式会社より「バトームーシュ」の事業を譲受。
- 2020年（令和2年）9月：株式会社レナウンより「アクアスキュータム」「ダーバン」の事業を譲受、第四事業部、第五事業部として事業運営開始。

### レナウン株式会社（新レナウン）
- 2024年（令和6年）11月：商号をレナウン株式会社に変更、あわせて本社を大阪市中央区備後町三丁目1番8号に移転[62]。

## ブランド
| ブランド                        | 読み                             | ウィメンズ／メンズ | 補足 |
| ------------------------------- | -------------------------------- | ------------------ | --- |
| A.A.R                           | アール                           | メンズ             | 2009年廃止。 |
| ad addenda                      | エイディーアデンダ               | ウィメンズ         | |
| addenda                         | アデンダ                         | ウィメンズ         | ad addendaにリニューアル。                                                                                           |
| agasa                           | アガサ                           | ウィメンズ         | addendaのLサイズブランド。後にad addenda Lにリニューアル。                                                           |
| Aquascutum                      | アクアスキュータム               | ウィメンズ&メンズ  | オッジ・インターナショナルに譲渡。                                                                                   |
| Arnold Palmer                   | アーノルド・パーマー             | ウィメンズ&メンズ  | トータルファミリーブランド。Arnold Palmer timelessにリニューアル後、2020年に廃止。同年に水甚がライセンス契約を締結。 |
| Arnold Palmer timeless          | アーノルドパーマータイムレス     | ウィメンズ&メンズ  | トータルファミリーブランド。上記Arnold Palmerからリニューアル。2020年廃止。                                          |
| B.B.N.Y                         | ビービーエヌワイ                 | ウィメンズ         | |
| bgr                             | ビージーアール                   | メンズ             | |
| BOBBIE BROOKS                   | ボビーブルックス                 | ウィメンズ         | |
| C'est Privee                    | セプリべ                         | ウィメンズ         | |
| CHARGE                          | チャージ                         | ウィメンズ&メンズ  | 末期はウィメンズのみ展開。                                                                                           |
| D'URBAN                         | ダーバン                         | メンズ             | オッジ・インターナショナルに譲渡。                                                                                   |
| ELEMENT OF SIMPLE LIFE          | エレメント・オブ・シンプルライフ | ウィメンズ&メンズ  | 小泉アパレルに譲渡。                                                                                                 |
| ensuite                         | エンスウィート                   | ウィメンズ&メンズ  | 末期はウィメンズのみ展開。                                                                                           |
| ensuite lumiere detoiles        | エンスウィート ルミエール        | ウィメンズ         | |
| EX-CLUB                         | イーエクスクラブ                 | メンズ             | 2019年秋冬をもって廃止。                                                                                             |
| fairfield                       | フェアフィールド                 | ウィメンズ         | |
| Henry Cottons                   | ヘンリー・コットンズ             | ウィメンズ&メンズ  | ウィメンズは2009年に廃止。メンズは2011年にヘンリーコットンズジャパンに移管。現在は水甚が展開している。               |
| HIROKO KOSHINO homme collection | ヒロココシノオムコレクション     | メンズ             | |
| INTERMEZZO                      | インターメッツオ                 | メンズ             | |
| IXI:Z                           | イクシーズ                       | メンズ             | 2009年廃止。 |
| J.CREW                          | ジェイ・クルー                   | ウィメンズ&メンズ  | ライセンスブランド。2009年廃止。                                                                                     |
| Kinloch Anderson                | キンロックアンダーソン           | ウィメンズ         | 2009年廃止。 |
| LESTERA                         | レステラ                         | ウィメンズ         | |
| MASA                            | マーサ                           | ウィメンズ         | ニット専門ブランド。                                                                                                 |
| micmac                          | ミックマック                     | ウィメンズ         | |
| miroir de ensuite               | ミロワール ドゥ エンスウィート   | ウィメンズ         | |
| nexteye                         | ネクストアイ                     | ウィメンズ         | |
| PLAYBOY                         | プレイボーイ                     | メンズ             | |
| SIMPLE LIFE                     | シンプルライフ                   | ウィメンズ&メンズ  | 小泉アパレルに譲渡。                                                                                                 |
| SOPHIEGEORGE                    | ソフィージョルジュ               | ウィメンズ         | |
| STUDIO by D'URBAN               | スタジオ・バイ・ダーバン         | メンズ             | オッジ・インターナショナルに譲渡。                                                                                   |
| STUDIO by INTERMEZZO            | スタジオ・バイ・インターメッツオ | メンズ             | 2018年秋冬をもって廃止。                                                                                             |
| SURELADY                        | シュアレディ                     | ウィメンズ         | ニット、カットソー専門ブランド。                                                                                     |
| Tokuko 1er Vol                  | トクコ・プルミエヴォル           | ウィメンズ         | |
| vassalette                      | バサレット                       | ウィメンズ         | ファンデーションのブランド。                                                                                         |
| WIMBLEDON                       | ウィンブルドン                   | ウィメンズ&メンズ  | テニスウェア。 |
| yeye                            | イエイエ                         | ウィメンズ         | |
| ΣΧΘΛΗ                           | スコレー                         | ウィメンズ         | ユニセックスアイテムや生活雑貨も展開していた。                                                                       |
| Zephyr                          | ゼファー                         | メンズ             | |
| 通勤快足                        | つうきんかいそく                 | メンズ             | 抗菌防臭機能靴下のブランド。                                                                                         |

## モータースポーツ

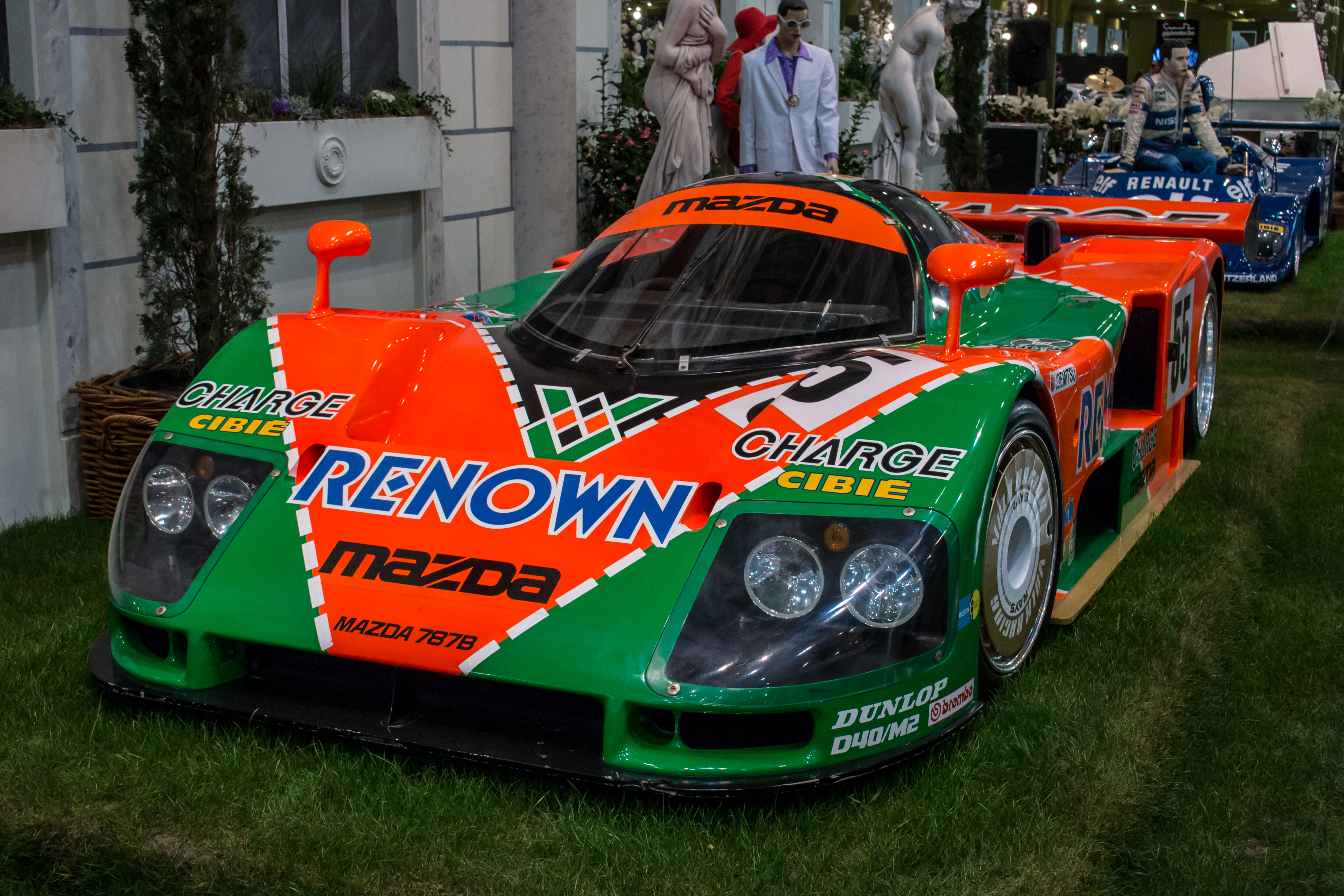
レナウン・チャージマツダ・787B

1980年代後半から1990年代前半にかけて、マツダのスポンサーとしてル・マン24時間レースに、レナウンのスポーツウェアブランドの一つである「チャージ」を車名につけ、「レナウンチャージマツダ」として参戦していた。非常に印象的なオレンジと緑のアーガイルチェック柄の塗装は、サーキットでマツダの戦いぶりを観戦した当時のレナウン社長の「これでは勝てる見込みがない。ならば、とにかく目立て!」との指示から生まれたものである。
1991年にマツダ・787Bで日本車初の総合優勝を果たした後はオリジナルのチャージカラーは封印され、ル・マン勝利以降のチャージ・マツダのカラーリングは、オリジナルのカラーリングからオレンジと緑の配置を逆にした塗装パターンに変えられた。その後、レナウンはマツダをスポンサードしておらずチャージブランドもレディースのみの展開となっているが、チャージカラーは2016年のユナイテッド・スポーツカー選手権参戦車両でも用いられるなどマツダにおけるイメージカラーとしてその後も使われている。

## かつてのグループ会社
国内子会社
- 株式会社チロリアン：2010年1月15日の伊藤忠商事への株式譲渡により、出資比率が56.36%→3.60%。
- 株式会社ルック：元関連会社で、レナウンの経営破綻時点では資本関係はなくなっていた。
- 株式会社ローゼ：2007年以降は休眠状態が続いていたが、2020年7月30日に東京地方裁判所から破産手続開始決定。2021年1月14日に法人格消滅。
- 株式会社ダーバン宮崎ソーイング；2020年9月24日に東京地方裁判所から破産手続開始決定。同社の事業は新設会社の宮崎ファクトリーに継承された。
- 株式会社レナウンインクス：2020年10月1日にアツギへ全株式を譲渡。
- ブレードブレー株式会社：2021年3月10日に法人格消滅。
- 株式会社アズール：2021年7月13日に法人格消滅。
- 株式会社レナウンアパレル科学研究所：2021年10月12日に法人格消滅。
- 株式会社レナウンエージェンシー：2021年10月12日に法人格消滅。
- 株式会社REDUインターフェイス：2021年11月1日に法人格消滅。
- 株式会社レナウンハートフルサポート：2021年12月8日に法人格消滅。

海外子会社
- I.D.D.イタリア
- RENOWN I.F.G. HONGKONG LIMITED

## スポンサー

### テレビ
- 木下恵介・人間の歌シリーズ：それまでスポンサーを付いていた東洋工業（現・マツダ）から引き継いだ。
- ザ・サスペンス：同社が複数スポンサーの一つとなっていた。
- TBS金曜8時枠の連続ドラマ：『七人の刑事』から『2年B組仙八先生』にかけ、同社が複数スポンサーの一つとなっていた。
- TBS土曜9時枠の連続ドラマ：『スクール☆ウォーズ』から『ポニーテールはふり向かない』にかけ、同社が複数スポンサーの一つとなっていた。
- 日曜洋画劇場：初期から180秒の提供をしていた4社提供枠時代からの生え抜きスポンサー。1992年12月を以って降板。
- まんが世界昔ばなし：同社と三井生命（現・大樹生命）・三菱鉛筆がスポンサー（同社は途中で降板、カンロ飴に交代）。

### ラジオ
- 東京ポッド許可局：2017年4月から2020年3月までTBSラジオのみスポンサード

### その他
- 横浜国際女子駅伝：レナウンカップ。1983年・1984年、ゼッケンスポンサーを務めた。